# Intestino delgado
El intestino delgado es la sección del aparato digestivo que conecta el estómago con el intestino grueso. Se dividen en tres partes: duodeno, yeyuno e íleon.

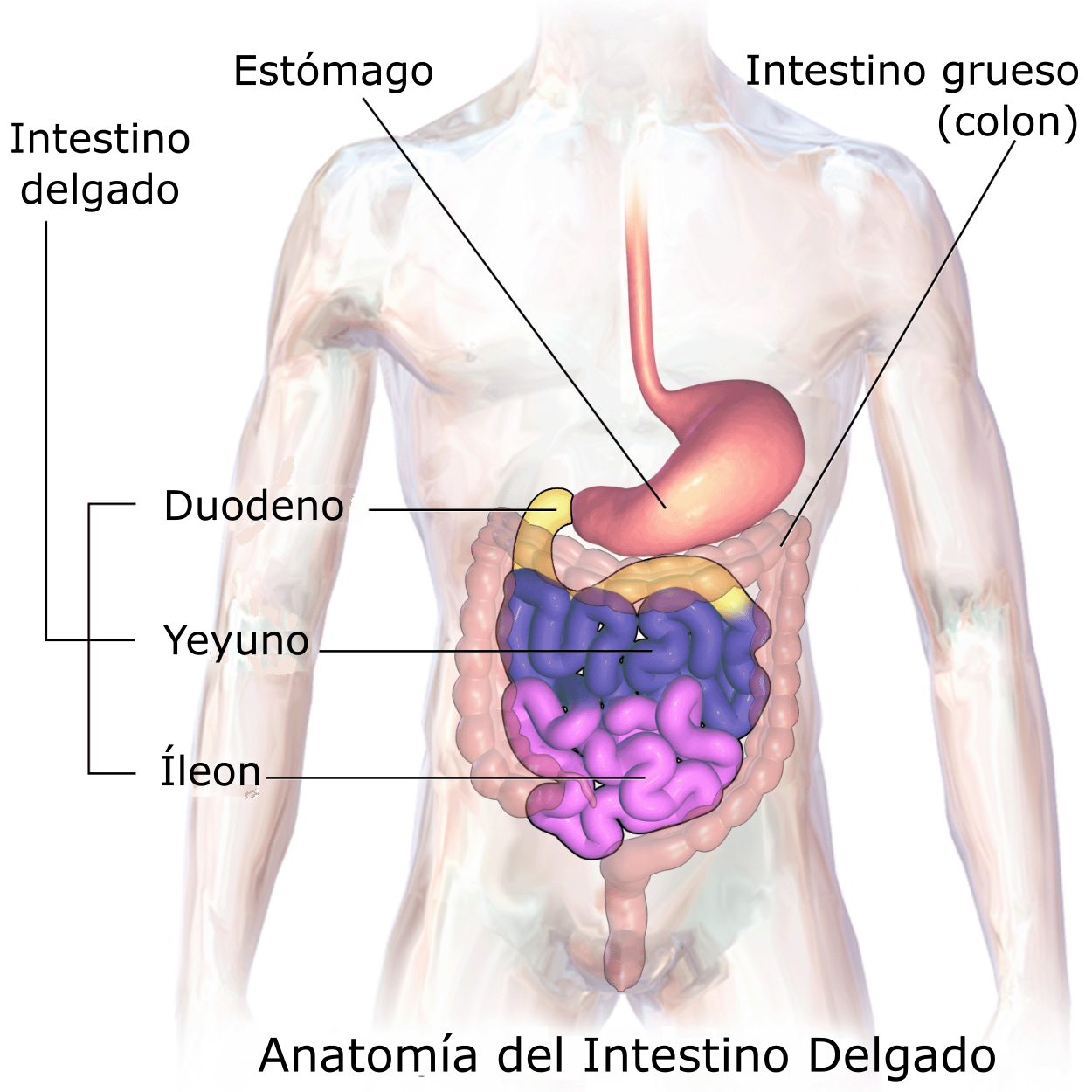
Intestino delgado.

Cumple las funciones de digestión, absorción, barrera y además inmunidad.

Es uno de los órganos con mayor número de recambio de células de todo el organismo, ya que toda su superficie interna se renueva cada cinco días.

## Función del intestino delgado

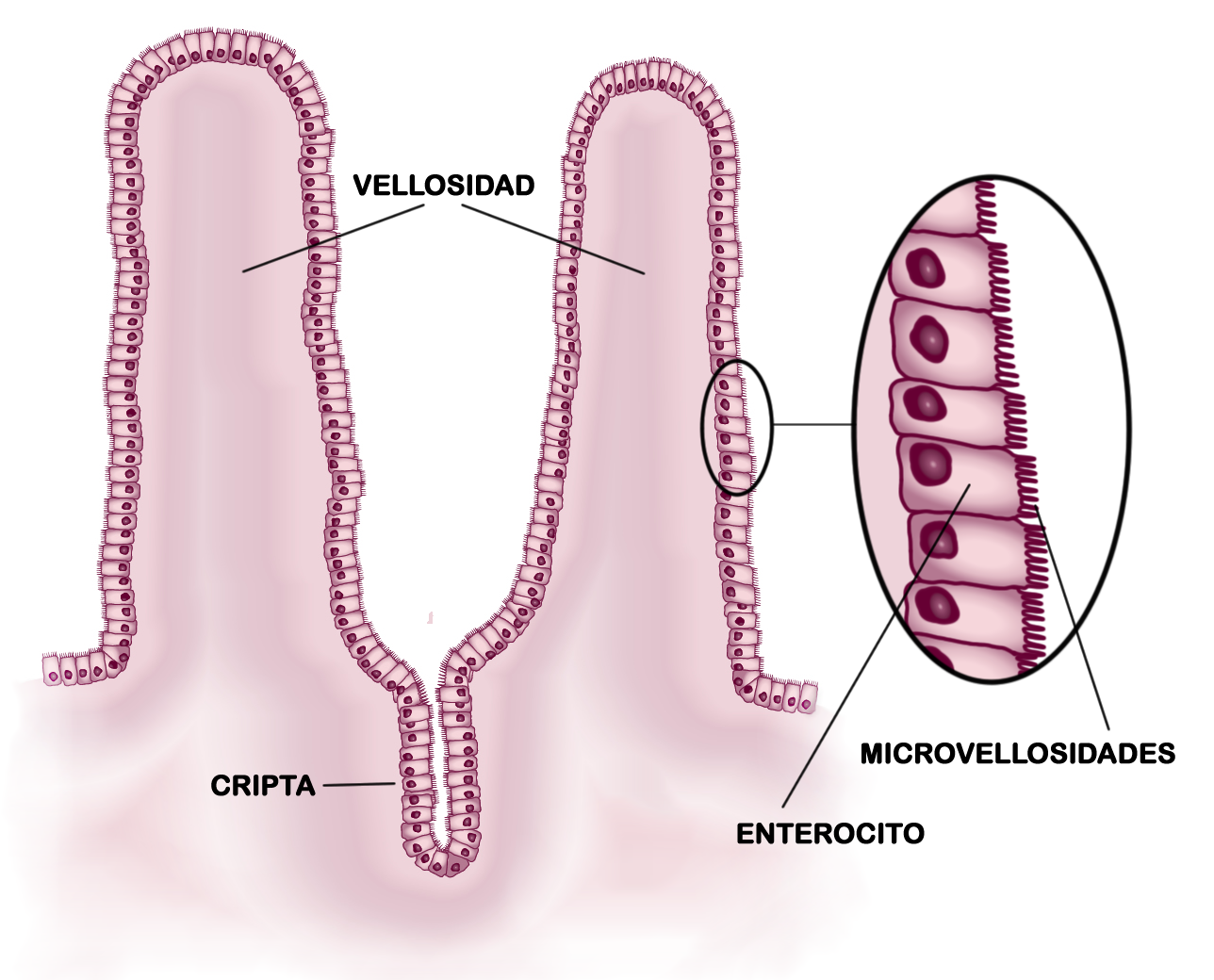
Esquema del epitelio del intestino delgado. Se observan los enterocitos cilíndricos, estrechamente unidos entre sí, formando una barrera entre el ambiente intestinal y el medio interno.

El intestino delgado absorbe los nutrientes necesarios para el cuerpo con ayuda de las bacterias simbiontes o flora intestinal. Se localiza entre dos esfínteres: el pilórico, y el ileocecal, que lo comunica con el intestino grueso. Constituye la mayor superficie mucosa del organismo. Su longitud oscila entre 3 y 7 metros (m), dependiendo de numerosas variables como la talla del individuo. En el cadáver, como consecuencia de la hipotonía del músculo liso, su longitud aumenta.
Posee en su interior una capa de células que forman una barrera. Su misión es, además de digerir sustancias, actuar defendiendo al organismo del enemigo exterior del ambiente (sustancias que ingerimos y microorganismos presentes en el intestino). Esto lo logra manteniendo cerradas las uniones estrechas intercelulares, para impedir el acceso descontrolado de sustancias, toxinas, químicos, microorganismos y macromoléculas, que de lo contrario podrían pasar al torrente sanguíneo. Actualmente, se sabe que las uniones estrechas, anteriormente consideradas como estructuras estáticas, son en realidad dinámicas y se adaptan fácilmente a diversas circunstancias, tanto fisiológicas como patológicas. Existe un complejo sistema regulador que orquesta el estado de ensamblaje de la red de proteínas de las uniones estrechas intercelulares. 

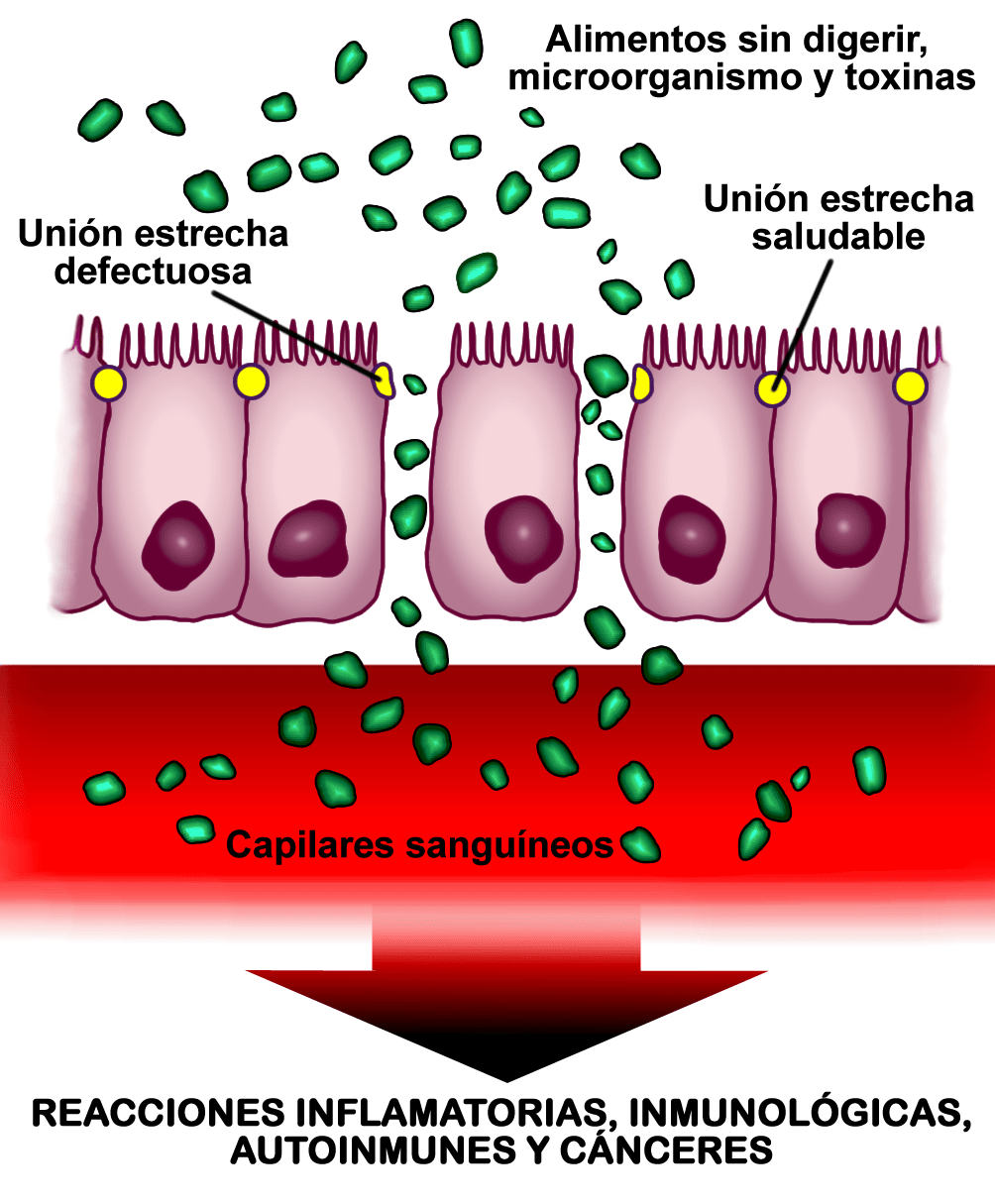
Esquema de la pared del intestino con permeabilidad intestinal aumentada. Los dos factores más potentes que la provocan son ciertas bacterias intestinales y la gliadina (principal fracción tóxica del gluten), independientemente de la predisposición genética, es decir, tanto en celíacos como en no celíacos. Esto permite el paso sin control de sustancias al torrente sanguíneo, con el consiguiente posible desarrollo de enfermedades autoinmunes, inflamatorias, infecciones, alergias o cánceres, tanto intestinales como en otros órganos.

Cuando no funcionan bien las entradas entre las células (las uniones estrechas intercelulares) y en lugar de estar cerradas o prácticamente cerradas, como deberían estar, están abiertas sin control, se produce un aumento de la permeabilidad intestinal. Esta apertura provoca que entren sustancias en el cuerpo y que, dependiendo de la predisposición genética de la persona, puedan desarrollarse enfermedades autoinmunes, inflamatorias, infecciones, alergias o cánceres, tanto intestinales como en otros órganos.
El quimo que se crea en el estómago, formado por el bolo alimenticio mezclado con el ácido clorhídrico, pepsinógeno y otras sustancias a partir de movimientos peristálticos, se mezcla a su vez con las secreciones biliar y pancreática (además de la propia duodenal) para no romper las capas del intestino delgado (ya que este tiene un pH altamente ácido) y es llevado al duodeno. El tránsito alimenticio continúa por este tubo a lo largo del cual se completa el proceso de la digestión, el quimo se transforma en quilo y se efectúa la absorción de las sustancias útiles.
El fenómeno de la digestión y de la absorción depende en gran medida del contacto del alimento con las paredes intestinales, por lo que cuanto mayor sea este y en una superficie más amplia, tanto mejor será la digestión y absorción de los alimentos. Esto nos da una de las características morfológicas más importantes del intestino delgado que son la presencia de numerosos pliegues que amplifican la superficie de absorción como:
1. Pliegues circulares.
2. Vellosidades intestinales (de 0,5 mm de altura y un núcleo de lámina propia).
3. Microvellosidades del intestino delgado: Las microvellosidades son prolongaciones de la membrana plasmática en los enterocitos con forma cilíndrica, que sirven para aumentar el contacto de la membrana plasmática con una superficie interna. Si el epitelio es de absorción, las microvellosidades tienen en el eje central filamentos de actina, si no fuera de absorción este eje no aparecería. Recubriendo la superficie hay una cubierta de glicocálix. Su función es aumentar la superficie absortiva de las células, y se estima que permite un aumento aproximado de 20 veces.

El intestino delgado absorbe cada día varios cientos de gramos (g) de hidratos de carbono, 100 g de grasa, 50-100 g de aminoácidos, 50-100 g de iones y 7 l de agua. La capacidad de absorción del intestino delgado normal, es muy superior a estas cifras y puede alcanzar 500-700 g de proteínas y 20 litros (l) de agua al día.

## Forma y relaciones del intestino delgado

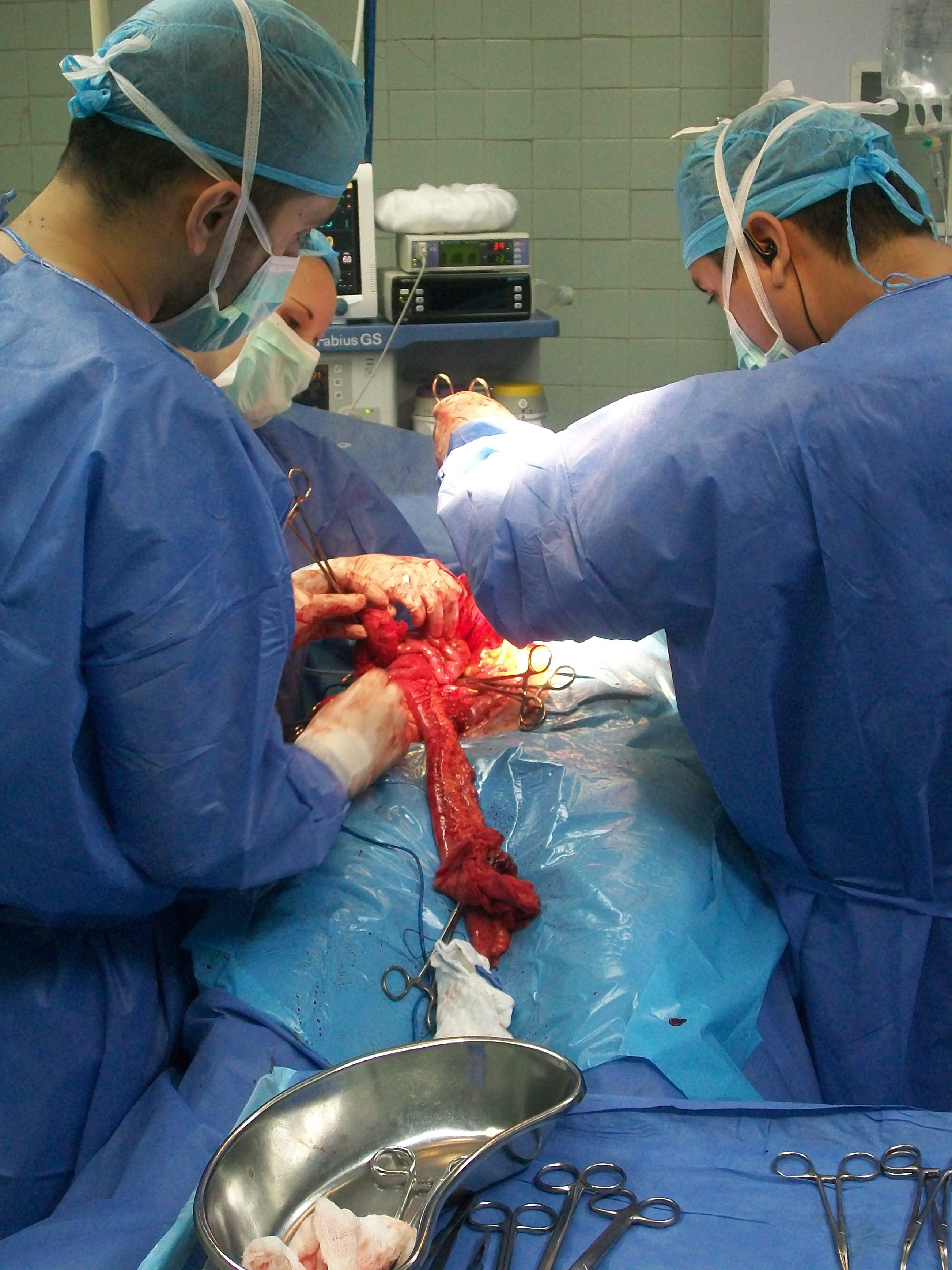
Intestino delgado extendido sobre la mesa quirúrgica, proveniente de una paciente femenina víctima de una herida por arma de fuego en el abdomen.

El duodeno se caracteriza por su relación con el estómago, es la porción principal donde llega el jugo pancreático y hepático, pero el yeyuno y el íleon son más difíciles de distinguir y no hay una separación entre ambos.
En general, se pueden distinguir porque:
1. El yeyuno tiene mayor diámetro que el íleon (3 cm el yeyuno, 2 cm el íleon).
2. El yeyuno tiene más pliegues circulares, más vellosidades intestinales y más finas, mientras que el íleon tiene menos.
3. En el íleon los folículos linfoides (placas de Peyer) y la irrigación vascular en forma de arcadas es mayor, que en el yeyuno. Además sus paredes son más delgadas y menos vascularizadas.

Topográficamente tanto el yeyuno como el íleon ocupan el espacio infracólico,
aunque:
1. El yeyuno se sitúa un poco más arriba y a la izquierda (región umbilical) que el íleon (abajo y a la derecha).
2. En general, las asas yeyunales son de dirección más horizontal, mientras que las ileales son de dirección vertical.

El final del intestino delgado es el íleon terminal que desemboca en el ciego por medio de la válvula ileocecal.
En la constitución de la pared intestinal, además de las capas usuales de mucosa, submucosa, muscular y serosa, destaca la presencia de acúmulos de tejido linfoide que alcanzan hasta la submucosa. Se localizan en el borde antimesentérico y su número es de 30 o 40, y miden hasta 2,5 cm de diámetro. Como se ha mencionado anteriormente, son más numerosos en el íleon.
Toda la longitud del intestino delgado queda unida a la pared posterior a través de la raíz del mesenterio. Esta unión del mesenterio a la pared posterior comienza a nivel de la vértebra L2, cruza el gancho del páncreas (por donde penetra la arteria mesentérica superior), cruza delante de la cava inferior, sigue externamente a los vasos ilíacos comunes y externos para terminar en la fosa ilíaca derecha, a nivel del promontorio, lateral a la articulación sacroilíaca derecha, a unos 6 cm, de la línea media del intestino.

## Irrigación arterial

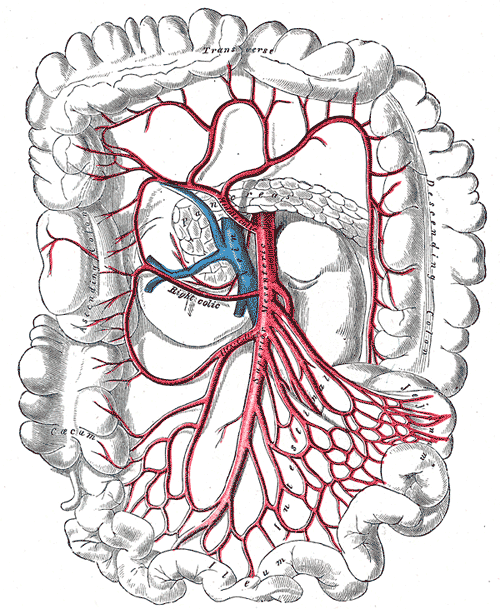
Vista frontal de la arteria mesentérica superior y sus ramas (color rojo). El vaso sanguíneo de color azul es la vena mesentérica superior.

La irrigación proviene de la arteria mesentérica superior, rama de la aorta, que camina dentro del mesenterio y de la que nacen las arterias:
- Pancreáticoduodenales inferiores.
- Ramas yeyunales y ramos ileales: estas ramas yeyunales e ileales tienen la particularidad de formar arcadas arteriales que se anastomosan unas con otras. Se forman arcadas de primer orden, nuevas arcadas a partir de éstas (de segundo orden) e incluso de tercer orden en el íleon. Por último, origina la
- Arteria ileocólica, que termina dando cuatro ramas: a) cólica ascendente que sube por el colon ascendente, b) cecal anterior, c) cecal posterior, y la d) arteria apendicular para el apéndice. Otras ramas de la arteria mesentérica superior salen hacia el ángulo derecho de colon:
- Arteria cólica derecha y finalmente para la parte proximal del colon transverso
- La arteria cólica media, que se anastomosa con la anterior. Por lo tanto, la arteria mesentérica superior irriga todo el yeyuno, el íleon y la mitad derecha del intestino grueso incluyendo el apéndice.

## Drenaje venoso
El drenaje venoso es bastante similar, corriendo a cargo de la vena mesentérica superior, la principal constituyente de la vena porta, junto con la vena mesentérica inferior y la vena esplénica.

## Sistema nervioso entérico
Es el encargado a través de nervios tanto aferentes como eferentes, respectivamente de la motilidad y la sensibilidad del intestino.

## Histología del intestino delgado

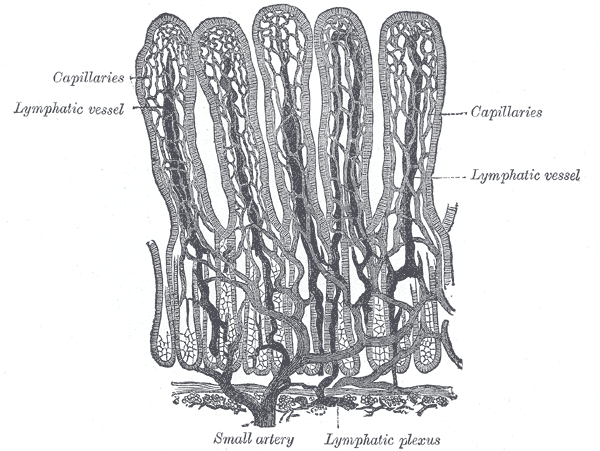

La mucosa intestinal está especializada en la digestión y la absorción de nutrientes y para ello tiene que aumentar su superficie que da a la luz, de tres maneras:
- Pliegues circulares, válvulas de Kerckring o plica, que son visibles a simple vista y son pliegues permanentes formados por mucosa y submucosa.
- Vellosidades intestinales o villi, que tienen un tamaño de 0,5 a 1 milímetro y dan la textura aterciopelada del interior del intestino.
- Criptas de Lieberkühn, que son glándulas tubulares situadas entre las vellosidades. En el fondo de estas criptas aparecen las Células Madre.

El epitelio intestinal de la mucosa está formado por diferentes tipos celulares que son:
- Células absorbentes o enterocitos: La membrana plasmática de estas células presenta en su polo luminal múltiples microvellosidades que confieren el aspecto de ribete en cepillo al microscopio óptico.
- Células caliciformes: son secretoras de mucina o moco.
- Células endocrinas:  son células argentafines, también llamadas células de los gránulos basales. Pertenecen al sistema APUD. (también llamado SNED: sistema neuroendócrino difuso)
- Células de Paneth:  que producen lisozimas cuando se producen infecciones bacterianas (son defensivas).
- Células Madre indiferenciadas:  responsables de la renovación de todos los tipos celulares.

La lámina propia presenta un tejido conectivo laxo, con vasos y nervios. Está invadido por una población linfocítica y por fibras musculares lisas provenientes de la capa muscular de la mucosa. Se le denomina músculo de Brucke [cita requerida] y es el músculo motor de las vellosidades [cita requerida].
El conducto lacteal o quilífero central es un vaso linfático central de la vellosidad. Se encuentra en todo corte transversal de la vellosidad. El revestimiento del quilífero es discontinuo.
El glicocálix es fundamental en la finalización del proceso digestivo, en cuanto a que es el último eslabón de la degradación. De los elementos absorbidos, las grasas van al quilífero central, y las demás a la sangre.
Si hay glándulas mucosas en la submucosa, nos encontramos en un duodeno, y si no en un yeyuno íleon. El duodeno presenta estas glándulas que secretan una mucina que neutraliza el pH ácido del quimo.
En el tubo digestivo es característica la presencia de MALT, tejido linfoide asociado a mucosa. Este tejido linfoide se encuentra en el corion o lámina propia de la mucosa. Es por lo general un tejido linfoide difuso o nodular. Junto a este tejido linfoide se encuentran generalmente plasmocitos. En el íleon el tejido linfoide es especialmente notorio por su disposición en placas, denominadas placas de Peyer. El nódulo linfático produce una modificación en el epitelio de revestimiento.
Las glándulas de Brunner son las glándulas de la submucosa duodenal, que producen mucus con la finalidad de dar protección a la mucosa de los ácidos estomacales. Son glándulas características del duodeno.
La cantidad de células caliciformes aumenta desde el duodeno al recto, las células absortivas disminuyen de duodeno a recto. En el estómago no hay células caliciformes, ya que el propio epitelio es mucígeno.

## Enfermedades

### Enfermedades vasculares
Las enfermedades vasculares del intestino delgado corresponden a diferentes etiologías. Por este motivo no existe un sistema de clasificación universalmente aceptado. No obstante todas estas etiologías pueden manifestarse en forma de hemorragia.

La anomalía vascular observada con más frecuencia es la angiodisplasia, que se define como un complejo vascular dilatado que se localiza en la superficie del tracto gatrointestinal, estando presente en un 40 % de las hemorragias de origen indeterminado.

### Tumores
En el intestino delgado la carcinogénesis se da a una velocidad significativamente más baja que en otras zonas del tracto gastrointestinal, así, a pesar de ser la superficie más grande de este, los tumores primarios del intestino delgado representan solamente el 2 % del total de los tumores gastrointestinales. Este hecho se debe a varios factores, como el transcurrir rápido de un contenido principalmente líquido y con pocas bacterias. No obstante, se han identificado hasta 40 tipos diferentes de tumores del intestino delgado, el 75 % de los cuales son benignos. El diagnóstico de estos, sin embargo, se revela complicada pues los síntomas iniciales pueden ser confundidos con otras enfermedades.

### Celiaquía
La  celiaquía o enfermedad celíaca es una enfermedad autoinmune producida por una intolerancia permanente al gluten, conjunto de proteínas presentes en el trigo, avena, cebada y centeno (TACC) y derivados, en personas con predisposición genética. Considerada tradicionalmente como un trastorno únicamente digestivo, actualmente se sabe que es una enfermedad sistémica,

 ya que la respuesta inmunitaria anormal causada por el gluten puede dar lugar a la producción de diferentes autoanticuerpos que pueden atacar a diversos órganos y sistemas.
Las lesiones que la enfermedad celíaca provoca en el intestino delgado no se limitan a la presencia de atrofia de las vellosidades intestinales, sino que con frecuencia consisten en cambios mínimos sin atrofia vellositaria, con inflamación leve o moderada, especialmente en los niños mayores de dos años y los adultos.
 Los casos que incluyen malabsorción grave y signos de malnutrición, son prácticamente excepcionales, especialmente en niños mayores de dos años y adultos.
 Los síntomas que pueden aparecer son muy variados, no existe un patrón común, con síntomas digestivos leves, intermitentes o incluso completamente ausentes, y todo tipo de síntomas no digestivos.
El diagnóstico es complicado, especialmente en niños mayores de dos años y adultos,

 por lo que actualmente aproximadamente el 83% de los casos permanece sin diagnosticar. La dieta sin gluten estricta y de por vida produce la mejoría de los síntomas y evita la aparición de las numerosas complicaciones asociadas, entre las que se incluye todo tipo de cánceres.

### La enfermedad de Crohn
Es una enfermedad inflamatoria intestinal que puede afectar a todo el grosor de la pared intestinal, que es lo que se llama afectación transmural, y que puede aparecer de manera simultánea en varios segmentos del tubo o tracto digestivo.
El íleon terminal (la última porción del intestino delgado) es el lugar más frecuente de afectación (hasta un 40-50 % del total de personas con enfermedad de Crohn), seguido por el colon.

### Otras afectaciones
- Divertículo de Meckel: es un pequeño saco ciego (5 o 6 cm de largo), presente en el intestino delgado. Se trata de un órgano vestigial del conducto onfalomesentérico. Es la malformación más frecuente del tracto gastrointestinal, estando presente en un 2 % de la población.[32] Puede ser asintomático toda la vida o inflamarse, ulcerarse o sangrar.
- Síndrome del intestino corto o insuficiencia del intestino delgado. Provoca malabsorción de los alimentos y relacionada con una enfermedad o con la extirpación quirúrgica de una gran porción del intestino delgado.
- Síndrome del intestino irritable: Trastorno funcional que afecta a un 10 % de la población. Se caracteriza por dolor abdominal y alteraciones en el ritmo de las deposiciones con ausencia de patologías orgánicas.[33][34]
- Trastornos de motilidad intestinal: normalmente agrupadas en dos grupos:[35]
  - Tránsito acelerado con aparición de diarrea, como en las afecciones de gastroenteritis infecciosa.
  - Tránsito ralentizado, que suele cursar con estreñimiento, como en el caso del íleo paralítico, de la dispepsia funcional y la pseudoobstrucción intestinal.
- Hernias inguinales: Las hernias inguinales directas del intestino delgado se producen por una debilidad de la musculatura abdominal y protruyen en el área del triángulo de Hasselbach.
- Cólera: es una enfermedad infecciosa causada por la bacteria Vibrio cholerae[36][37] y que afecta directamente al intestino delgado y a menudo se presenta en forma de epidemia. La bacteria provoca alteración de la permeabilidad al intestino delgado que termina dando lugar a: diarrea brusca, vómitos, que llevan a la deshidratación con la posibilidad de un choque circulatorio mortal en pocas horas.
- Teniasis: Enfermedad provocada por la tenia de la vaca (Taenia saginata) o gusano solitario, parásito platelminto de la clase Cestoda, la forma adulta que vive en las primeras porciones del intestino delgado del ser humano.[38] Normalmente miden entre 2 y 5 metros de longitud (pueden llegar hasta los 10 metros). Normalmente sólo se encuentra un solo gusano en el intestino de la persona infectada. La enfermedad es relativamente común en África, partes del Europa oriental, las Filipinas y América Latina.[39]